# Arnaud Courteille
Arnaud Courteille (ur. 13 marca 1989 w Saint-Hilaire-du-Harcouët) – francuski kolarz szosowy.

## Najważniejsze osiągnięcia
2007
- 1. miejsce w Ronde des Vallées
  - 1. miejsce na 1. etapie

2008
- 1. miejsce w mistrzostwach Francji do lat 23 (start wspólny)

2010
- 4. miejsce w Coupe des Nations Ville Saguenay
- 10. miejsce w Grand Prix du Portugal
  - 1. miejsce na 2. etapie

2011
- 10. miejsce w Thüringen Rundfahrt U23

2014
- 9. miejsce w Cholet-Pays de Loire

2019
- 1. miejsce w klasyfikacji górskiej Tour de Yorkshire